# ニウマール・オノラート・ダ・シウバ
ニウマール (Nilmar) こと、ニウマール・オノラート・ダ・シウバ（Nilmar Honorato da Silva, 1984年7月14日 - ）は、ブラジル・パラナ州バンデイランテス出身の元サッカー選手。元ブラジル代表。現役時代のポジションはフォワード。

## 来歴

### クラブ

#### SCインテルナシオナル
SCインテルナシオナルの下部組織出身で、2003年と2004年はトップチームに在籍した。

#### オリンピック・リヨン
2004年夏、放出したFWエウベルの穴埋めを探していたフランスのオリンピック・リヨンに移籍金675万ユーロ（約8億8400万円）で引き抜かれた。デビュー戦となったスタッド・ランス戦で途中出場ながら2得点し、鮮烈なリーグ・アンデビューを飾るが、フランスのサッカーに馴染めず、ホームシックにもかかり、それ以後はリーグ戦の得点がなかった。

#### コリンチャンス
2005年夏にはFWフレッジが加入したため、出場機会を求めて母国のコリンチャンスにレンタル移籍した。コリンチャンスではカルロス・テベスと2トップを組んで好結果を残したが、オリンピック・リヨンにはフレッジの他にFWシルヴァン・ヴィルトール、FWミラン・バロシュ、FWシドニー・ゴブがおり、前線の選手が足りていたため、コリンチャンスへ完全移籍した。

#### SCインテルナシオナル復帰
2007年8月17日、裁判の結果コリンチャンスとの契約が解除され、どのクラブとの交渉も可能になった。ブラジルやヨーロッパの主要なクラブのいくつかが興味を示していたが、9月に古巣SCインテルナシオナルと契約し、11月4日のCRヴァスコ・ダ・ガマ戦でデビューし、いきなりマン・オブ・ザ・マッチに選ばれた。2008年1月のドバイカップ決勝ではイタリアのインテル・ミラノを破る得点を挙げた。2008年夏にはUSチッタ・ディ・パレルモが移籍金1500万ユーロでニウマールの獲得を狙い、ASローマからも関心を示されたが、その申し出を拒否した。12月にはコパ・スダメリカーナ決勝で決勝点を決め、ブラジルのクラブとして初めて同タイトルを獲得したクラブとなった。SCインテルナシオナルでは78試合35得点と高いゴール決定率を誇った。

#### ビジャレアルCF
2009年7月27日、5年契約でビジャレアルCFへ移籍した。具体的な移籍金は明かされていないが、フェルナンド・ロイグ会長が「クラブ史上最高額だ」と明かしていることから移籍金は1000万ユーロ（約13億5000万円）以上といわれている。入団発表が行われた本拠地エル・マドリガルには4000人のファンがつめかけた。8月30日、シーズン開幕戦のCAオサスナ戦で先発出場してデビューを飾り、9月25日のレフスキ・ソフィア戦で移籍後初得点となる決勝点を決めた。10月25日のマラガCF戦でリーガ・エスパニョーラ初得点を決めた。中盤戦まではホセバ・ジョレンテとの併用の形だったが、2010年1月に3試合連続ゴールを決めてからは多くの試合で先発出場するようになった。チームのフォワード中トップの先発回数を記録し、2009-10シーズンはリーグ戦で11得点を決めた。

#### SCインテルナシオナル復帰
2014年9月16日、SCインテルナシオナルに再び復帰した。

#### アル・ナスルSC
2015年7月31日、UAEのアル・ナスルSCと合意に達したと発表した。契約期間は2年である。

#### サントスFC
2017年7月10日、サントスFCへ移籍した。9月16日にうつ病で無期限の離脱と報じられた。

### 代表
2003年7月13日、CONCACAFゴールドカップのメキシコ戦でブラジル代表デビューし、決勝でメキシコに敗れたその大会で3試合に出場した。ブラジル代表はU-23代表を大会に送り込んだが、FIFAにはフル代表として認識されている。2004年8月18日、6-0で勝利したハイチ戦で初得点した。4年のブランクの後、2008年8月29日のチリ戦とボリビア戦のためにドゥンガ監督によって代表に招集された。ラファエル・ソビスが負傷により代表を外れていた。2009年6月10日、2010 FIFAワールドカップ・南米予選のパラグアイ戦でフェリペ・メロのクロスから決勝点を決めた。
2009年6月、南アフリカでのFIFAコンフェデレーションズカップに出場するメンバーに選ばれた。自身の出場は1試合だけだったが、イタリアやアメリカなどを破って優勝を果たした。2009年9月9日のチリ戦ではハットトリックを決め、4-2での勝利に貢献した。11月14日のイングランドとの親善試合では両チーム唯一の得点を決めた。その3日後のオマーンとの親善試合でも得点した。2010年5月にはFIFAワールドカップに出場するブラジル代表メンバーに選ばれた。10月7日のイランとの親善試合ではチームの3点目を決めた。

## 個人成績
州リーグ
| シーズン | クラブ               | リーグ                           | 出場 | 得点 |
| -------- | -------------------- | -------------------------------- | ---- | ---- |
| 2002     | SCインテルナシオナル | リオ・グランデ・ド・スル州選手権 | ?    | 0    |
| 2003     | SCインテルナシオナル | リオ・グランデ・ド・スル州選手権 | ?    | 2    |
| 2004     | SCインテルナシオナル | リオ・グランデ・ド・スル州選手権 | ?    | 5    |
| 2006     | コリンチャンス       | サンパウロ州選手権               | ?    | 18   |
| 2007     | コリンチャンス       | サンパウロ州選手権               | ?    | 0    |
| 2008     | SCインテルナシオナル | リオ・グランデ・ド・スル州選手権 | ?    | 1    |
| 2009     | SCインテルナシオナル | リオ・グランデ・ド・スル州選手権 | 16   | 13   |

## 代表歴

### 出場大会
- ブラジル代表
  - 2010 FIFAワールドカップ

### 試合数
- 国際Aマッチ 24試合 9得点（2003年-2011年）[20]

| ブラジル代表 | 国際Aマッチ | 国際Aマッチ |
| 年           | 出場        | 得点        |
| ------------ | ----------- | ----------- |
| 2003         | 4           | 0           |
| 2004         | 1           | 1           |
| 2005         | 0           | 0           |
| 2006         | 0           | 0           |
| 2007         | 0           | 0           |
| 2008         | 1           | 0           |
| 2009         | 8           | 7           |
| 2010         | 9           | 1           |
| 2011         | 1           | 0           |
| 通算         | 24          | 9           |

### 得点
| #         | 日時           | 場所                 | 相手                   | 結果 | 得点 | 大会                                           |
| 2003      | 2003           | 2003                 | 2003                   | 2003 | 2003 | 2003                                           |
| --------- | -------------- | -------------------- | ---------------------- | ---- | ---- | ---------------------------------------------- |
| 1.        | 2003年7月13日  | メキシコシティ       | メキシコ               | 0-1  | 0    | 2003 CONCACAFゴールドカップ (U-23ブラジル代表) |
| 2.        | 2003年7月19日  | マイアミ             | コロンビア             | 2-0  | 0    | 2003 CONCACAFゴールドカップ (U-23ブラジル代表) |
| 3.        | 2003年7月23日  | マイアミ             | アメリカ合衆国         | 2-1  | 0    | 2003 CONCACAFゴールドカップ (U-23ブラジル代表) |
| 4.        | 2003年7月27日  | メキシコシティ       | メキシコ               | 0-1  | 0    | 2003 CONCACAFゴールドカップ (U-23ブラジル代表) |
|           | 2003年11月15日 | サンパウロ           | コリンチャンス         | 2-0  | 0    | 親善試合 (U-23ブラジル代表)                    |
|           | 2003年11月18日 | サントス             | サントスFC             | 3-1  | 0    | 親善試合 (U-23ブラジル代表)                    |
| 2004      |                |                      |                        |      |      |                                                |
|           | 2004年1月18日  | バルパライソ         | コロンビア             | 3-0  | 0    | アテネオリンピック予選 (U-23ブラジル代表)      |
|           | 2004年1月21日  | バルパライソ         | アルゼンチン           | 0-1  | 0    | アテネオリンピック予選 (U-23ブラジル代表)      |
|           | 2004年1月25日  | ビニャ・デル・マール | パラグアイ             | 0-2  | 0    | アテネオリンピック予選 (U-23ブラジル代表)      |
| 2004-2005 |                |                      |                        |      |      |                                                |
| 5.        | 2004年8月16日  | ポルトープランス     | ハイチ                 | 6-0  | 1    | 親善試合                                       |
| 2008      |                |                      |                        |      |      |                                                |
| 6.        | 2008年9月10日  | リオデジャネイロ     | ボリビア               | 0-0  | 0    | 2010 FIFAワールドカップ・南米予選              |
| 2009      |                |                      |                        |      |      |                                                |
| 7.        | 2009年6月10日  | レシフェ             | パラグアイ             | 2-1  | 1    | 2010 FIFAワールドカップ・南米予選              |
| 8.        | 2009年6月18日  | プレトリア           | アメリカ合衆国         | 3-0  | 0    | FIFAコンフェデレーションズカップ2009           |
| 2009-2010 |                |                      |                        |      |      |                                                |
| 9.        | 2009年8月12日  | タリン               | エストニア             | 1-0  | 0    | 親善試合                                       |
| 10.       | 2009年9月9日   | サルヴァドール       | チリ                   | 4-2  | 3    | 2010 FIFAワールドカップ・南米予選              |
| 11.       | 2009年10月11日 | ラパス               | ボリビア               | 2-1  | 1    | 2010 FIFAワールドカップ・南米予選              |
| 12.       | 2009年10月14日 | カンポ・グランデ     | ベネズエラ             | 0-0  | 0    | 2010 FIFAワールドカップ・南米予選              |
| 13.       | 2009年11月14日 | ドーハ               | イングランド           | 1-0  | 1    | 親善試合                                       |
| 14.       | 2009年11月17日 | マスカット           | オマーン               | 2-0  | 1    | 親善試合                                       |
| 15.       | 2010年3月2日   | ロンドン             | アイルランド           | 2-0  | 0    | 親善試合                                       |
| 16.       | 2010年6月2日   | ハラレ               | ジンバブエ             | 3-0  | 0    | 親善試合                                       |
| 17.       | 2010年6月7日   | ダルエスサラーム     | タンザニア             | 5-1  | 0    | 親善試合                                       |
| 18.       | 2010年6月15日  | ヨハネスブルグ       | 朝鮮民主主義人民共和国 | 2-1  | 0    | 2010 FIFAワールドカップ                        |
| 19.       | 2010年6月25日  | ダーバン             | ポルトガル             | 0-0  | 0    | 2010 FIFAワールドカップ                        |
| 20.       | 2010年6月28日  | ヨハネスブルグ       | チリ                   | 3-0  | 0    | 2010 FIFAワールドカップ                        |
| 21.       | 2010年7月2日   | ポート・エリザベス   | オランダ               | 1-2  | 0    | 2010 FIFAワールドカップ                        |
| 22.       | 2010年10月7日  | アブダビ             | イラン                 | 3-0  | 1    | 親善試合                                       |

## タイトル

### クラブ
SCインテルナシオナル
- コパ・スダメリカーナ：1回 (2008)
- リオグランデ・ド・スル州選手権：5回 (2003, 2004, 2008, 2009, 2015)

オリンピック・リヨン
- トロフェ・デ・シャンピオン：1回 (2005)
- リーグ・アン：1回 (2004-05)

SCコリンチャンス・パウリスタ
- ブラジル全国選手権：1回 (2005)

アル・ジャイシュ・ドーハ
- カタールカップ：1回 (2014)

### 代表
U-20ブラジル代表
- FIFAワールドユース選手権：1回 (2003)

ブラジル代表
- FIFAコンフェデレーションズカップ：1回 (2009)

### 個人
- サンパウロ州選手権得点王：1回 (2006)